# Musa Mohammed (cầu thủ bóng đá)
Musa Mohammed (sinh 6 tháng 6 năm 1991) là một cầu thủ bóng đá Kenya thi đấu cho Gor Mahia, ở vị trí trung vệ.

## Sự nghiệp
Musa thi đấu cho câu lạc bộ Gor Mahia.
Anh ra mắt quốc tế cho Kenya năm 2011.